# Divisão N.º 9 (Alberta)
A Divisão N.º 9 é uma das dezenove divisões do censo da província canadense de Alberta, conforme definido pela Statistics Canada. A divisão está localizada no canto sudoeste da Região Central de Alberta, e sua maior comunidade é o município de Rocky Mountain House.